# 美国驻吉布提大使列表

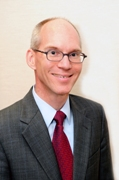
现任美国驻吉布提大使詹姆斯·C·斯万（James C. Swan）

这是一个关于美利坚合众国驻吉布提共和国大使的列表。
位于非洲之角地区的吉布提共和国一度在法国控制之下，1885年后成为法属索马里兰殖民地的一部分。1940年至1942年12月期间，该地区由法国维希政府统治。1942年底，自由法国运动和盟军部队收复了吉布提。由于该地区伊萨族和阿法尔族的对立，其独立问题相当复杂，因此一直维持在法国海外领地的地位。1977年5月进行的公民投票决定脱离法国而独立。吉布提共和国成立于1977年6月27日。
吉布提共和国成立后，美国旋即承认了其独立地位，并与之建立外交关系。美利坚合众国驻吉布提共和国大使馆于6月27日开馆。1980年9月26日，杰诺德·M·诺斯（Jerrold M. North）被任命为美国驻吉布提第一任特命全权大使。

## 历任美国驻吉布提大使
| 姓名（中文）               | 姓名（英文）               | 任命           | 递交国书       | 離任           | 外交衔级 | 外交职务     | 備註           | 備註 |
| -------------------------- | -------------------------- | -------------- | -------------- | -------------- | -------- | ------------ | -------------- | ---- |
| 杰诺德·M·诺斯              | Jerrold M. North           | 1980年9月12日  | 1980年10月27日 | 1982年8月27日  | 大使     | 特命全權大使 | 美国職業外事官 |      |
| 埃尔文·P·亚当斯            | Alvin P. Adams             | 1983年4月28日  | 1983年7月16日  | 1985年8月20日  | 大使     | 特命全權大使 | 美国職業外事官 |      |
| 约翰·皮尔斯·费里特尔       | John Pierce Ferriter       | 1985年8月1日   | 1985年9月30日  | 1987年8月27日  | 大使     | 特命全權大使 | 美国職業外事官 |      |
| 约翰·E·麦卡蒂尔            | John E. McAteer            | 1987年8月      |                | 1988年9月      |          | 临时代办     |                |      |
| 罗伯特·索斯·巴雷特四世     | Robert South Barrett IV    | 1988年7月11日  | 1988年9月5日   | 1991年4月18日  | 大使     | 特命全權大使 | 美国職業外事官 |      |
| 查尔斯·R·巴奎特三世        | Charles R. Baquet, III     | 1991年3月25日  | 1991年10月10日 | 1993年12月9日  | 大使     | 特命全權大使 | 美国職業外事官 |      |
| 马丁·L·切希斯              | Martin L. Cheshes          | 1993年11月22日 | 1994年1月19日  | 1996年7月30日  | 大使     | 特命全權大使 | 美国職業外事官 |      |
| 约瑟夫·菲利普·乔治尔       | Joseph Philippe Gregoire   | 1996年7月      |                | 1996年9月      |          | 临时代办     |                |      |
| 特里·罗波尔                | Terri Robl                 | 1996年9月      |                | 1998年1月      |          | 临时代办     |                |      |
| 拉恩格·谢摩尔宏            | Lange Schermerhorn         | 1997年11月10日 | 1998年1月26日  | 2000年11月17日 | 大使     | 特命全權大使 | 美国職業外事官 |      |
| 唐纳德·Y·山本              | Donald Y. Yamamoto         | 2000年9月15日  | 2000年12月9日  | 2003年6月16日  | 大使     | 特命全權大使 | 美国職業外事官 |      |
| 玛格丽塔·戴安娜·罗格斯戴尔 | Marguerita Dianne Ragsdale | 2003年12月12日 | 2004年2月23日  | 2006年8月17日  | 大使     | 特命全權大使 | 美国職業外事官 |      |
| W·斯图亚特·西明顿          | W. Stuart Symington        | 2006年7月5日   | 2006年9月18日  | 2008年10月     | 大使     | 特命全權大使 | 美国職業外事官 |      |
| 詹姆斯·C·斯万              | James C. Swan              | 2008年10月3日  |                | 现任           | 大使     | 特命全權大使 |                |      |